# Tolmezzo
Tolmezzo (Tumieç in friulano, Schönfeld in tedesco desueto, Tolmeč in sloveno, Schunvelt in timavese) è un comune italiano di 9 715 abitanti dell'ex provincia di Udine in Friuli-Venezia Giulia.

## Geografia fisica

### Territorio

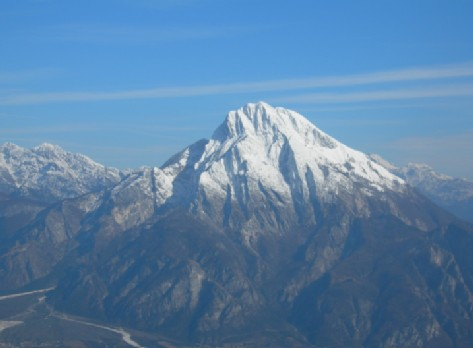
Il monte Amariana innevato.

Tolmezzo si trova ai piedi del monte Strabut a 323 m s.l.m., tra il Tagliamento e il torrente But, alla confluenza delle sette valli carniche, circondata dalle Alpi Tolmezzine Orientali.
La posizione in cui sorge Tolmezzo è, ed era soprattutto in passato, molto favorevole: la valle è infatti attraversata dalla strada, già esistente in epoca romana (nota come via Iulia Augusta), che attraverso il Passo di Monte Croce Carnico porta in Austria.
Il simbolo di Tolmezzo è l'Amariana (1906 m), splendido monte che con la sua forma piramidale si erge sopra la città.

### Clima
Tolmezzo ha un clima prealpino-continentale con inverni freddi e a volte molto nevosi ed estati calde con frequenti temporali, abbondanti precipitazioni annue soprattutto nelle mezze stagioni.

## Storia
Le prime notizie storiche di Tolmezzo si hanno verso la fine del primo millennio, in un documento compare col nome Tulmentium ed è inclusa tra i feudi del Patriarcato di Aquileia. Molto probabilmente però la cittadina è più antica, si pensa abbia avuto origine da un piccolo borgo risalente all'epoca preromana. Sotto il Patriarcato di Aquileia tra il 1077 ed il 1420, Tolmezzo visse anni prosperi all'insegna dello sviluppo non solo economico, ma anche sociale.
I Patriarchi fecero costruire un castello (di cui ancora oggi si possono ammirare alcuni resti) che dominava la valle, da qui si controllavano i traffici commerciali e si dava protezione agli abitanti. Sempre nel periodo patriarcale la città fu dotata di un mercato (intorno al 1200) che contribuì all'aumento della popolazione migliorandone le condizioni di vita e fu concesso lo status di Terra che prevedeva una certa autonomia amministrativa.
Nel 1356 Tolmezzo divenne la capitale della Carnia ad opera del Patriarca Nicola di Lussemburgo che suddivise il territorio in quattro quartieri amministrativi: Gorto, Socchieve, Tolmezzo e San Pietro.

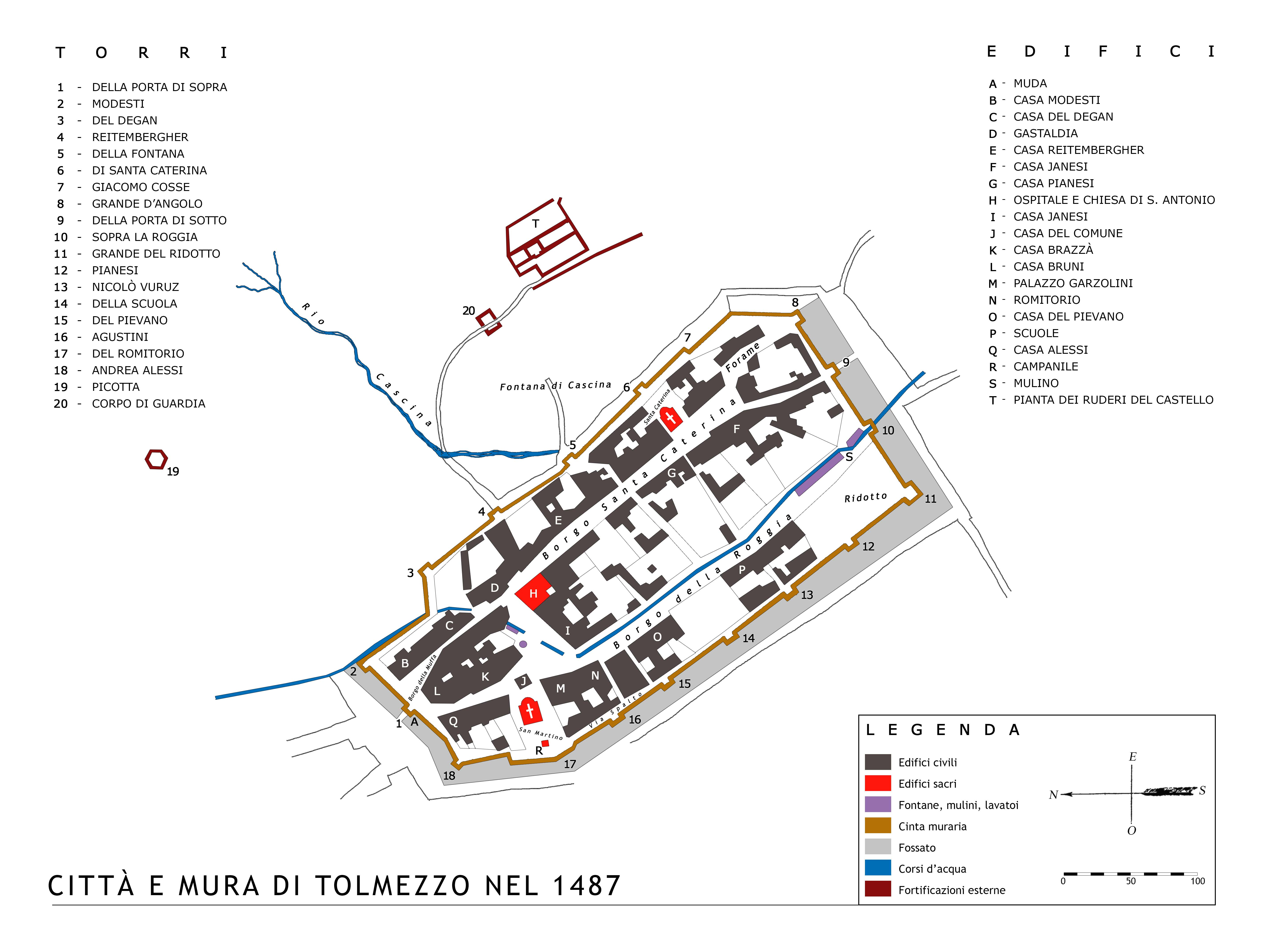
Pianta storica di Tolmezzo,1487

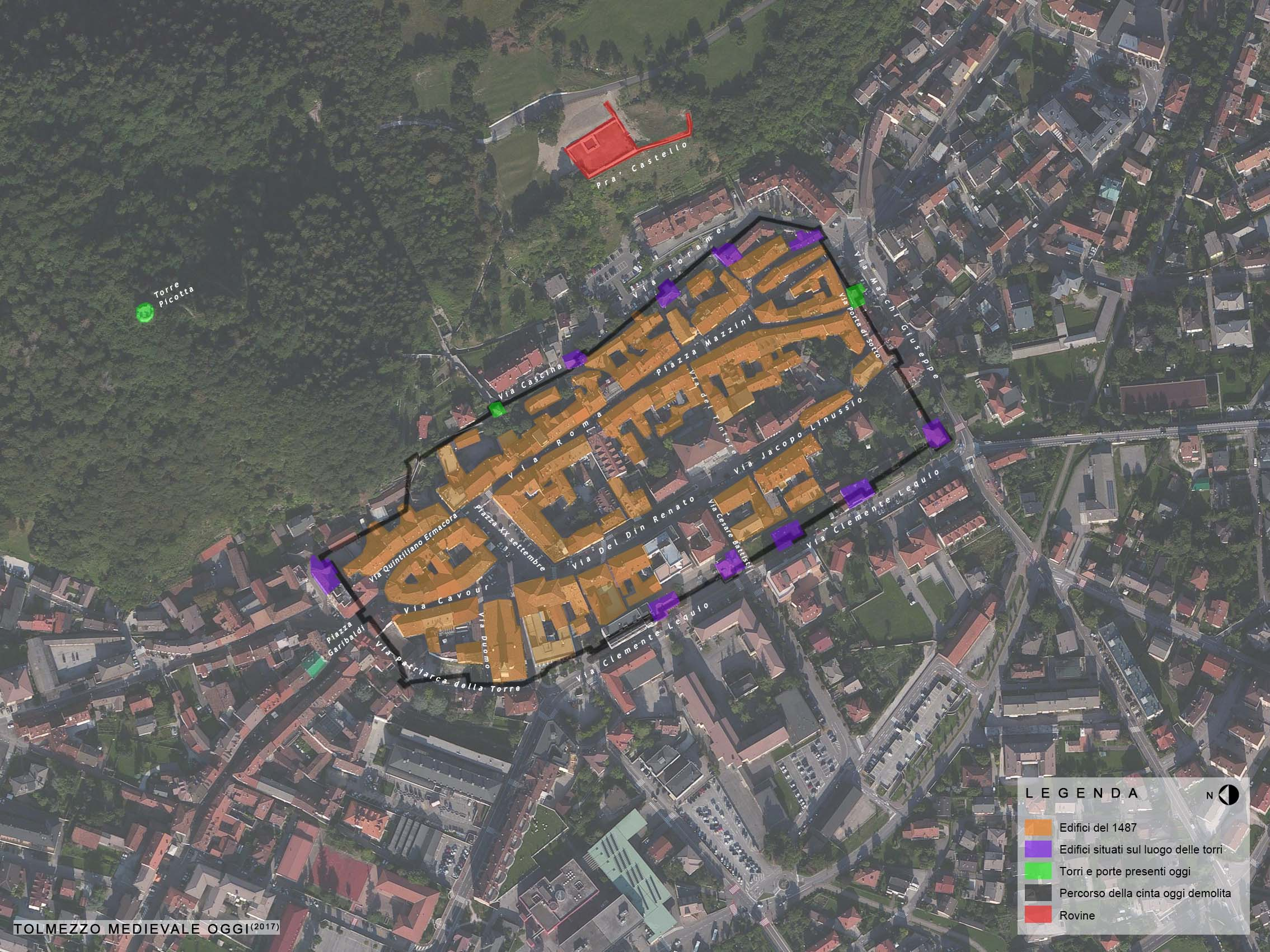
Sovrapposizione pianta storica di Tolmezzo su fotogramma aereo

Nel medioevo, intorno al 1400, Tolmezzo è un'attiva cittadina fortificata, le alte mura che la circondano sono dotate di 18 torri:
- della Porta di Sopra
- Modesti
- del Degan
- Reitembergher
- della Fontana
- di Santa Caterina
- Giacomo Cosse
- Grande d’angolo
- della Porta di Sotto
- Sopra la Roggia
- Grande del Ridotto
- Pianesi
- Nicolò Vuruz
- della Scuola
- del Pievano
- Agustini
- del Romitorio
- Andrea Alessi[7]

Più altre due torri esterne tra cui l'arroccata torre Picotta e la torre del Corpo di Guardia. Le porte della città erano quattro: le principali chiamate Porta di Sopra (in direzione nord-ovest) e Porta di Sotto (a sud-est), e le secondarie poste una in prossimità della fontana di Cascina (lato nord-est) e l'altra presso il Romitorio (lato sud-ovest). Intorno alla cinta muraria scorreva un fossato, e dominante sul territorio stava l'imponente castello patriarcale. Il florido periodo feudale termina nel 1420 quando Tolmezzo, come tutto il Friuli, è annessa alla Repubblica di Venezia, mantenendo però gli ordinamenti ed i privilegi patriarcali senza importanti ripercussioni sull'economia e sulla società.
L'assetto economico di Tolmezzo iniziò a cambiare nel '700 con lo sviluppo industriale. Jacopo Linussio era il maggiore imprenditore della zona e operava in ambito tessile, dando lavoro sia nelle fabbriche che nel settore commerciale a centinaia di abitanti non solo di Tolmezzo ma anche delle valli limitrofe.
Il 1797 segnò la caduta della Repubblica di Venezia ad opera di Napoleone; con il trattato di Campoformio il Friuli e la Carnia passarono all'Impero austriaco. Nel 1805, in seguito alla vittoria di Napoleone ad Austerlitz, la Carnia fu annessa al Regno d'Italia sotto il dominio francese, Tolmezzo era ancora la capitale.
In seguito alla sconfitta definitiva di Napoleone, la Carnia fu annessa al Regno Lombardo Veneto.
Nel 1866, dopo la terza guerra di indipendenza, la Carnia ed una parte del Friuli entrarono a far parte del Regno d'Italia e Tolmezzo dette il suo contributo alla storia e alla nascita dell'attuale repubblica. Durante la prima guerra mondiale sul fronte carnico gli alpini furono impegnati contro gli austriaci.
Nell'aprile 1916 era presente la 4ª Squadriglia da ricognizione e combattimento che il 15 aprile diventa 29ª Squadriglia che resta fino al 29 aprile. La seconda guerra mondiale vide impegnati i carnici contro i cosacchi e l'occupazione tedesca.
Sulle montagne che circondano Tolmezzo e in tutte le Alpi carniche, che segnano in gran parte il confine con l'Austria, si scorgono ancora i resti e le rovine di trincee e fortini. Nell'anno scolastico 1906 - 1907 l'insegnante della II classe della scuola elementare della frazione Caneva fu l'allora maestro Benito Mussolini.

### Il terremoto
Nel 1976 fu devastato dai terremoti del 6 maggio e del 15 settembre, che provocarono enormi crolli e danni. Molti crolli furono favoriti dall'età avanzata degli edifici, che erano stati risparmiati dalle devastazioni delle guerre mondiali.
 Dopo il terremoto il centro abitato venne riedificato completamente con criteri antisismici.

### Simboli
Stemma
Lo stemma di Tolmezzo è stato concesso con regio decreto del 19 maggio 1930.

Gonfalone

Bandiera della Comunità di Tolmezzo

Il gonfalone, concesso con D.P.C.M. del 29 luglio 1955., è costituito da un drappo di colore azzurro, alla croce bianca bordata di rosso, frangiato d'argento, con l'iscrizione pure in argento: Città di Tolmezzo.
Bandiera
«…abbiamo comandato, come comandiamo, che siano da tutti in perpetuo inviolabilmente osservate, così volendo nobilitare essa Terra, e Comunità Nostra di Tolmezzo, oltre la di lei vecchia, ed antica usata Insegna della Torre, e Porta, sopra cui risiede l'Aquila, quale a beneplacito possano usare, concediamo in perpetuo l'Insegna della Croce bianca in Campo Celeste, con il finimento suo rosso, qual abbia in futuro, tanto per Vessillo, quanto per sigillo, o in altro modo…»
Così nel mese di agosto dell'anno 1392 il patriarca Giovanni Sobieslaw di Moravia oltre a confermare gli antichi privilegi e statuti della Carnia, eleva Tolmezzo a ruolo di metropoli a capo di tutto il territorio, concedendole una nuova insegna: la bandiera a campo azzurro con croce bianca orlata di rosso. Questa è la bandiera che tutt'oggi Tolmezzo utilizza nel gonfalone comunale assieme ai più antichi simboli della torre con porta, sovrastata dall'aquila.
Da come si evince anche dai testi di Niccolò Grassi e Pio Paschini, sembra quasi che la bandiera vada ad elevarsi come simbolo del territorio carnico dato il riconoscimento di Tolmezzo come capoluogo della zona.

### Onorificenze
Tolmezzo è tra le città decorate al valor militare per la guerra di Liberazione, insignito della Medaglia d'argento al valor militare per i sacrifici delle sue popolazioni e per l'attività nella lotta partigiana durante la seconda guerra mondiale:
La Città è stata, inoltre, insignita della Medaglia d'oro al merito civile per calamità naturali, a seguito delle devastazioni subito durante il terremoto in Friuli del 1976:

## Monumenti e luoghi d'interesse
- Duomo

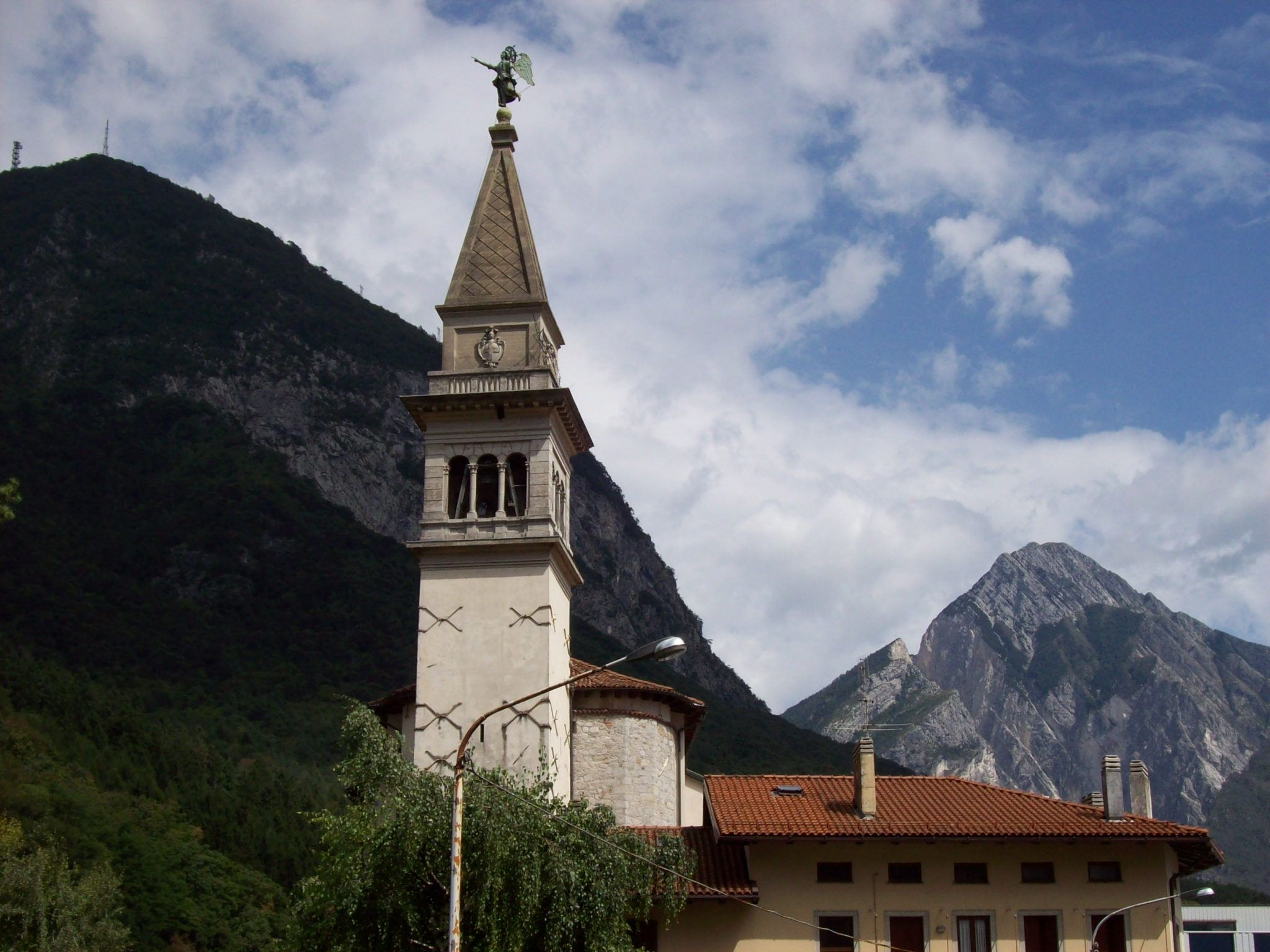
Campanile del Duomo. Sullo sfondo, il Monte Strabut (a sinistra) e il Monte Amariana (a destra)

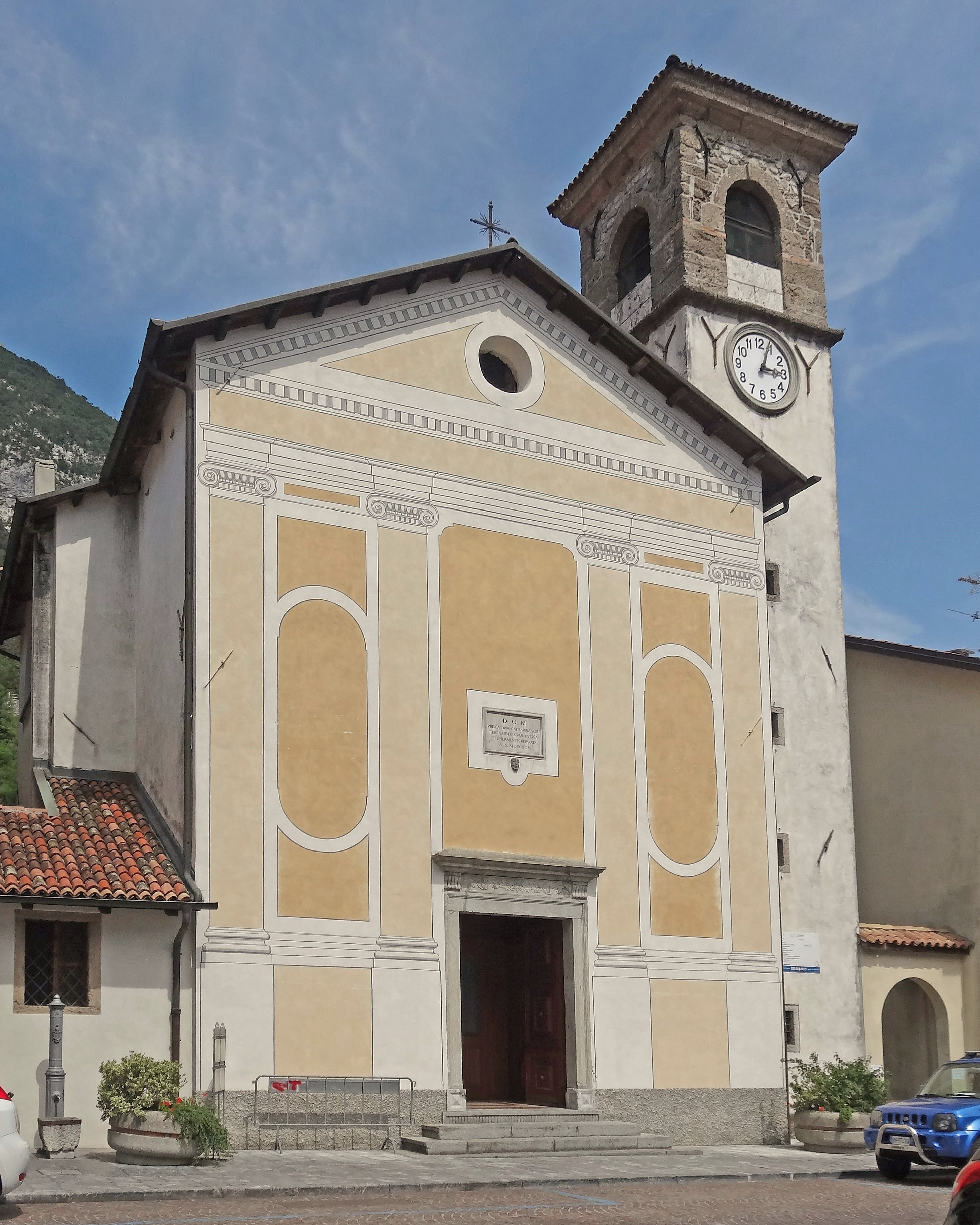
Chiesa di Santa Caterina

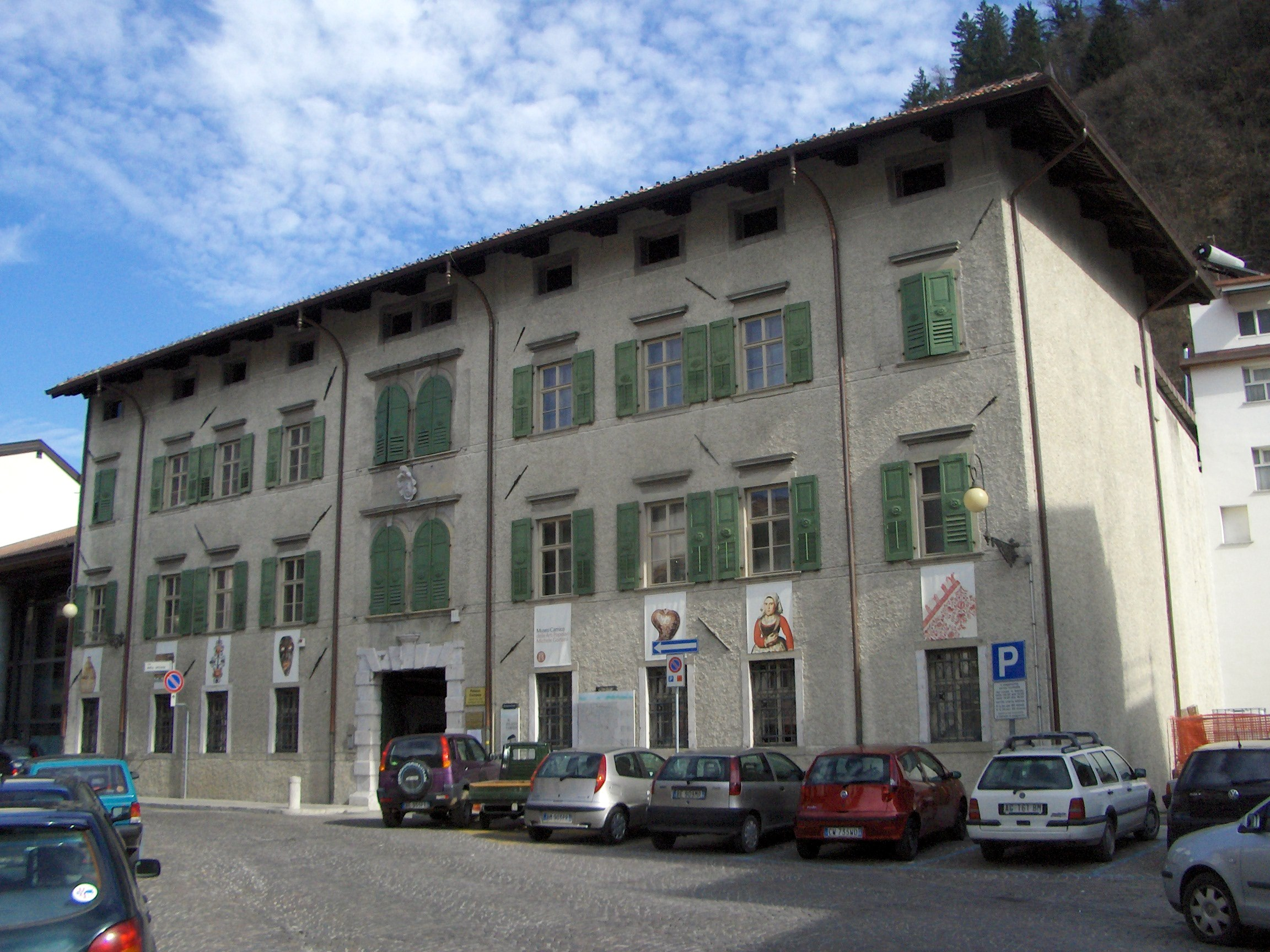
Palazzo Campeis sede del Museo Carnico M.Gortani

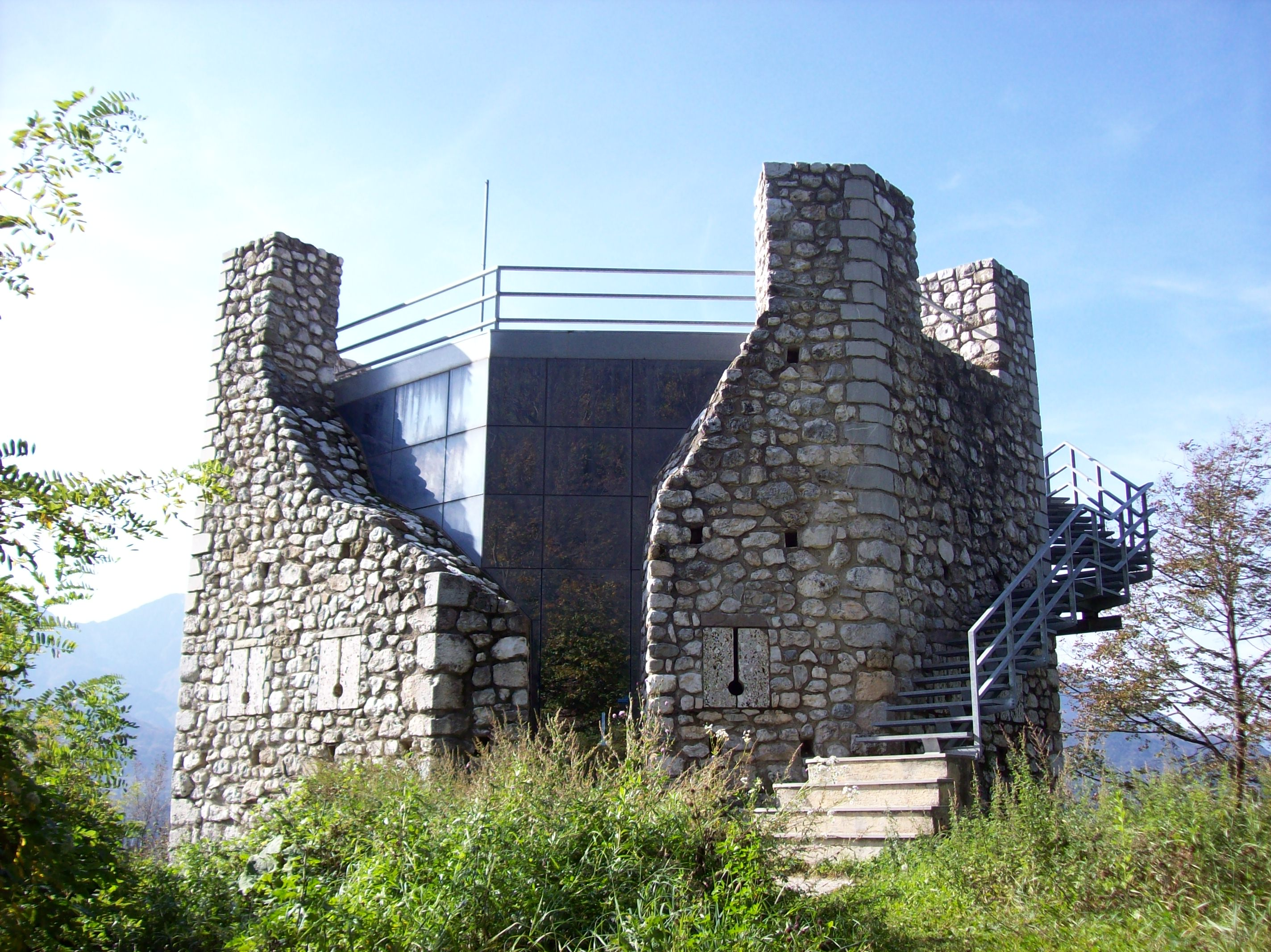
La Torre Picotta

Risalente al 1764 sorge sul sito dell'antica chiesa di San Martino demolita per far posto alla nuova chiesa progettata dal tolmezzino Domenico Schiavi. Fu restaurato nel 1931 con il completamento della facciata; il campanile è coronato da un angelo anemometro.
- Chiesa di Santa Caterina

Di origine quattrocentesca, ma interamente ricostruita nel '700, possiede una pregevole pala raffigurante lo Sposalizio di Santa Caterina del pittore pordenonese Pomponio Amalteo risalente al 1537.

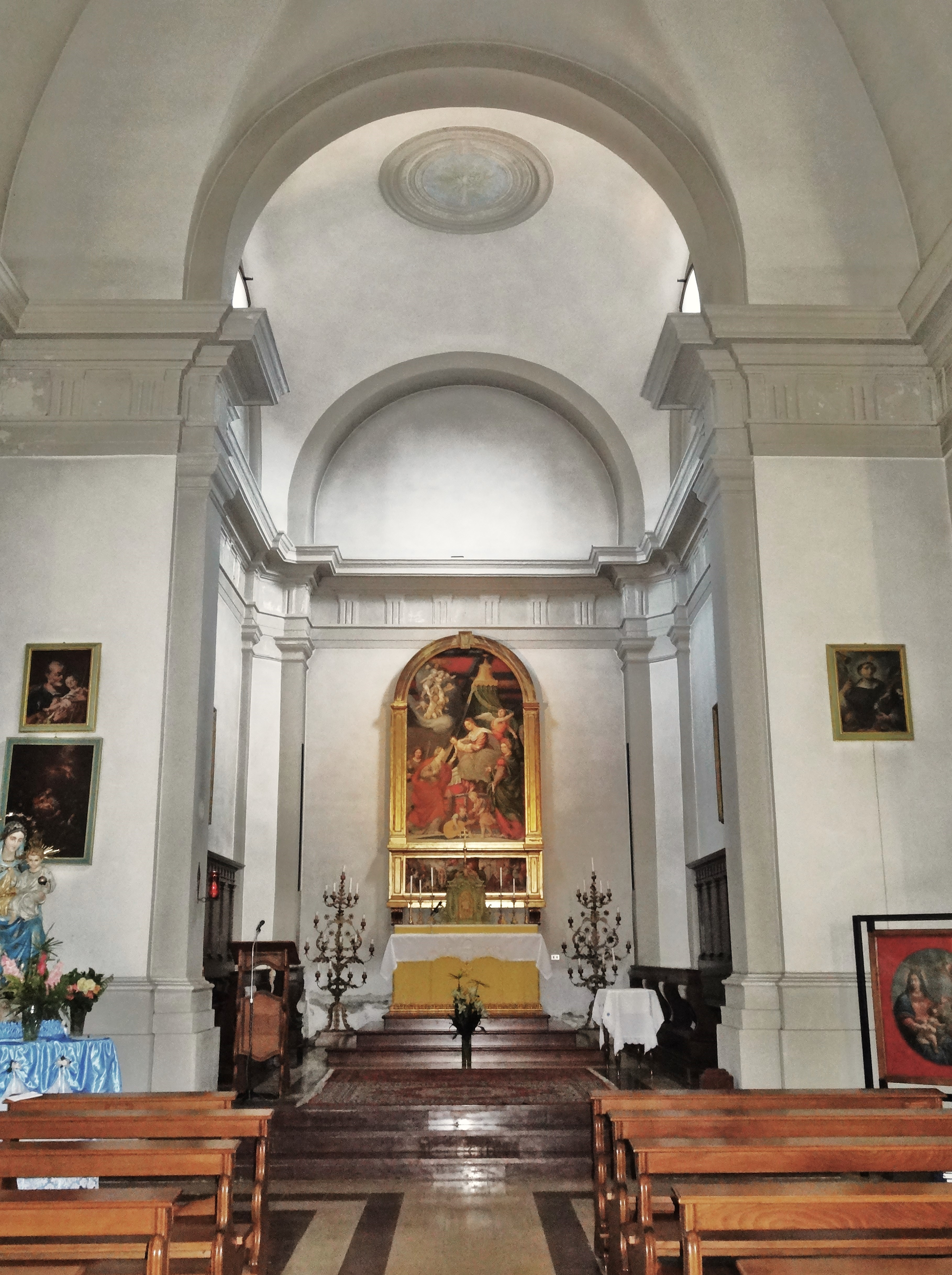
L'interno
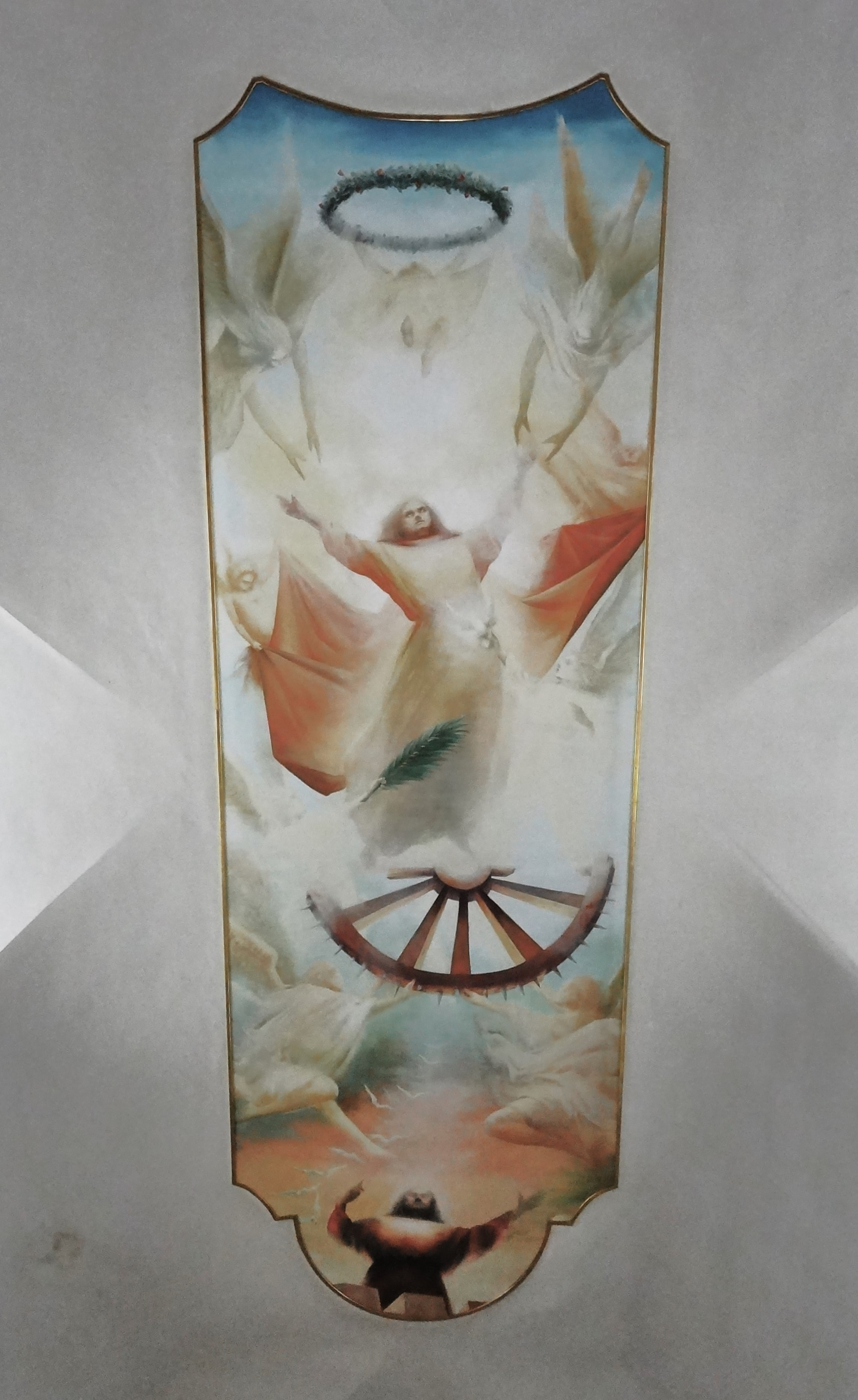
Affresco a soffitto
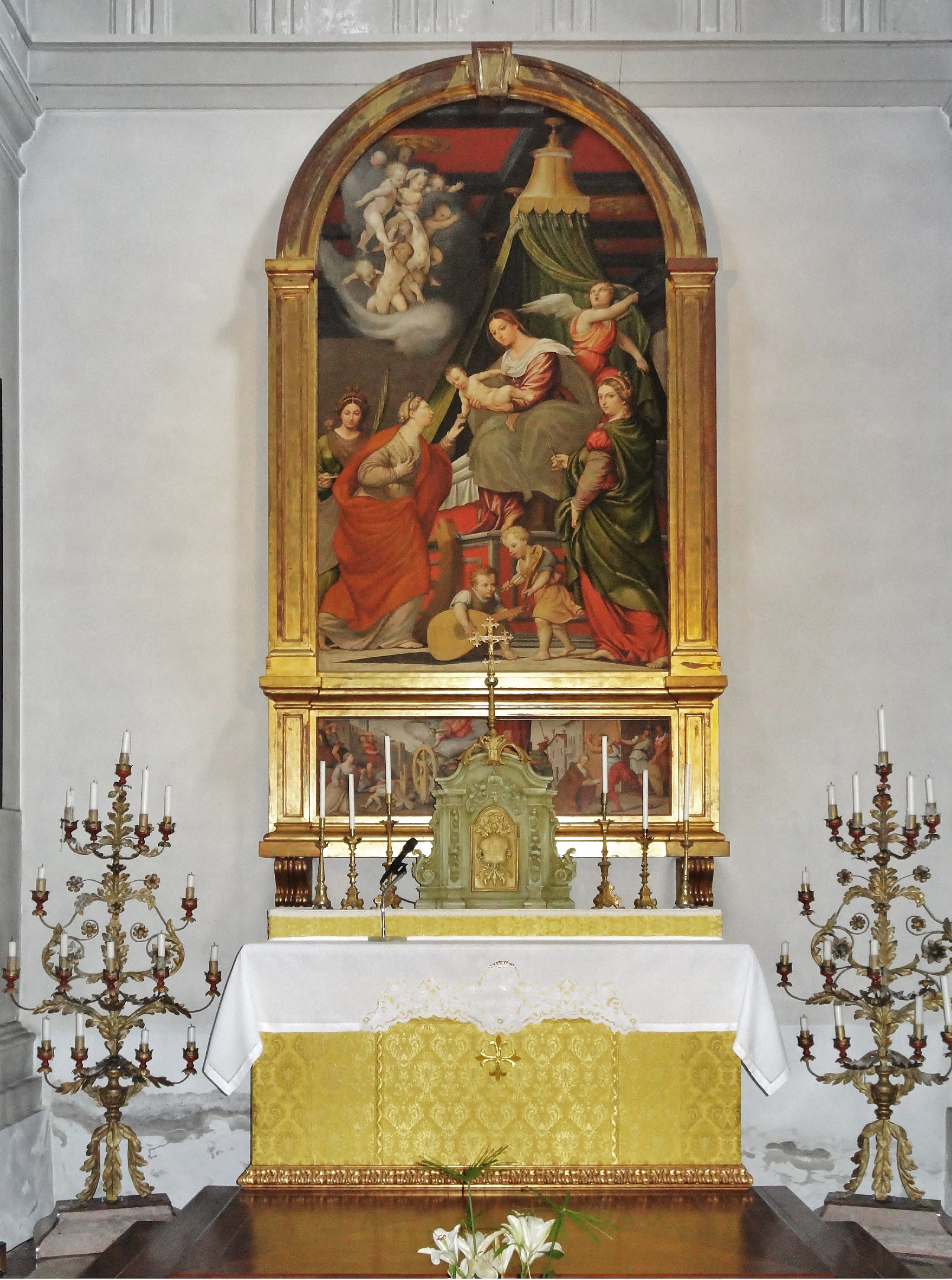
L'altare maggiore

- Palazzo Linussio

Jacopo Linussio, industriale carnico del XVIII secolo, scelse di costruire un grandioso complesso architettonico che fungesse al tempo stesso da industria tessili e da residenza per la sua famiglia.
Il complesso della fabbrica, ultimato nel 1741 su progetto dell'architetto tolmezzino Domenico Schiavi, risponde a un disegno essenziale nella sua funzionalità: i volumi si articolano da un corpo centrale affiancato da due barchesse; sul retro due ampie ali racchiudono una corte di vaste dimensioni. La facciata reca al centro un elegante bassorilievo con il tema dell'annunciazione e una lapide con il marchio di fabbrica dei Linussio. All'interno della residenza che, nella modulazione degli ambienti, ripropone il modello veneziano dell'epoca, è visibile il salone centrale; il suo ruolo, dimostrativo per eccellenza, è sottolineato dagli affreschi che delle pareti che riflettono il gusto del tempo. Accanto al palazzo sorge la coeva Cappella gentilizia dedicata a Maria Annunziata.
- Palazzo Campeis

Il palazzo Campeis ospita il Museo carnico delle arti popolari "Michele Gortani" facente parte del Sistema museale della Carnia. L'importante raccolta, che è la maggiore della regione, fu istituita nel 1921 da Michele Gortani; documenta diffusamente ed esaurientemente la vita, il costume, l'agricoltura, l'industria della Carnia attraverso i tempi, con notevoli raccolte di utensili, attrezzi, abiti, e con la ricostruzione di ambienti tipici (cucine, camere da letto e da soggiorno, antiche botteghe). Vi si conservano inoltre sculture, quadri, strumenti musicali, gli affreschi di Francesco Chiarottini staccati dal Palazzo Garzolini, alcuni dipinti, tra cui il Ritratto di Jacopo Linussio eseguito da Nicolò Grassi intorno al 1732, una serie di ritratti carnici del XVIII-XIX secolo, tre tele di Antonio Schiavi con scene bibliche e varie miniature.
Il palazzo nella sua architettura richiama le dimore signorili venete sia nella partizione degli spazi interni, caratterizzati da stanze passanti, sia nella disposizione planimetrica costituita da un blocco centrale con barchesse ad uso residenziale e corpo minore porticato ad uso della servitù. Nella facciata principale emerge il portone d'ingresso e le sovrastanti bifore in pietra bocciardata.
- Palazzo Frisacco

Il palazzo fu la dimora della famiglia Frisacco, notai e pubblici incaricati della città carnica. Il palazzo richiama nelle sue forme l'architettura veneto-friulana caratterizzata da un ampio portale d'ingresso in bugnato gigante con sovrastante apertura tripartita affacciante su un balcone in pietra sorretto da doppie mensole in pietra. Le aperture incorniciate con grigio carnico, il marcapiano e l'intera geometria a base quadrata declinano il palazzo in una impostazione Ottocentesca. Gli interni sono caratterizzati da solai con fitta travatura in legno ed ampi spazi al piano nobile. La parte retrostante originariamente, composta da corsello ed un corpo a due piani con aperture assiali al corpo principale e bifore, era adibita a spazi di servizio e lavanderia fu demolita e modificata in seguito agli interventi di restauro negli anni '60. Il palazzo è oggi sede di esposizioni museali di pittura e convegni su temi artistici.
- La porta di sotto

Faceva parte dell'antica cinta muraria (XII-XIV secolo), oramai quasi del tutto scomparsa, che circondava e proteggeva la città in epoca medioevale.
- La torre Picotta

Eretta nel 1477 per far fronte alle invasioni dei Turchi, venne distrutta durante il secondo conflitto mondiale (1944) dai tedeschi, ed è stata in seguito ricostruita grazie agli studi fatti su vecchi documenti e fotografie. Posta su una altura, una volta raggiunta a piedi attraverso un sentiero, vi si può ammirare tutto il paesaggio circostante e la città stessa.

## Società

### Evoluzione demografica
Abitanti censiti

### Etnie e minoranze straniere
Gli stranieri residenti al 1 gennaio 2023 nel comune sono 363, ovvero il 3,7% della popolazione. Di seguito sono riportati i gruppi più consistenti:
1. Romania, 96
2. Marocco, 49
3. Ucraina, 37
4. Cina, 34

### Lingue e dialetti
A Tolmezzo, accanto alla lingua italiana, la popolazione utilizza la lingua friulana. Ai sensi della Deliberazione n. 2680 del 3 agosto 2001 della Giunta della Regione autonoma Friuli-Venezia Giulia, il Comune è inserito nell'ambito territoriale di tutela della lingua friulana ai fini della applicazione della legge 482/99, della legge regionale 15/96 e della legge regionale 29/2007.
La lingua friulana che si parla a Tolmezzo rientra fra le varianti appartenenti al friulano carnico.

## Cultura
Tolmezzo, come tutto il Friuli, è sempre stata molto legata al corpo degli alpini; proprio nel capoluogo carnico nel 1909 venne fondato l'8º Reggimento alpini, costituito dai battaglioni Cividale, Gemona, e appunto Tolmezzo. Tutt'oggi gli alpini costituiscono una realtà importante nella cittadina; è infatti stanziato a Tolmezzo fino a tutto il 2016 il 3º reggimento artiglieria da montagna, facente parte della Brigata alpina "Julia", poi trasferito in provincia di Udine.

## Geografia antropica

### La provincia dell'Alto Friuli
Essendo il territorio della provincia di Udine abbastanza vasto e composito, andando da territori montani al mare Adriatico, sono forti le istanze autonomiste soprattutto da parte della Carnia, che vede in Tolmezzo il suo naturale capoluogo. Pertanto nel 2004 si giunse alla proposta della creazione di una provincia regionale, in base alla nuova legislazione sugli enti locali, da sottoporre a referendum popolare consultivo svoltosi domenica 21 marzo 2004. La nuova provincia regionale avrebbe dovuto chiamarsi Provincia dell'Alto Friuli, derivando dall'unione dei territori della Carnia, del Tarvisiano e del Gemonese. Per ovviare alle diatribe campanilistiche sulla sede del capoluogo, tra Tolmezzo e Gemona del Friuli, si optò per Venzone. Il referendum ebbe esito negativo, in quanto sia il Gemonese che il Tarvisiano si opposero al distacco dalla provincia di Udine con percentuali elevate (83,3% di no), a differenza della Carnia che invece votò in favore del distacco (71,8% di sì, con l'eccezione del comune di Rigolato, 53,7% no).

### Frazioni
Il comune comprende 8 frazioni che hanno costituito le consulte frazionali (i dati della popolazione sono riferiti al 31 dicembre 2015):

#### Betania
(Betanie), 1 104 abitanti, è localizzata alle pendici del monte Amariana. Rappresenta lo sviluppo urbano recente di Tolmezzo in diretto collegamento con la vicina zona industriale sud. Il territorio di Betania corrisponde alla Parrocchia del Sacro Cuore.

#### Cadunea
(Cjadugnee), 231 abitanti, è localizzata alle pendici del monte Cimons, in prossimità della confluenza del torrente Chiarsò con il But. Le sue origini storiche (I millennio d.C.) sono da collegare all'antica strada commerciale del Norico. Il nucleo storico, a Nord del rio Aip, si sviluppa su una via che si dirige a est verso i campi e i pascoli e che nell'ultimo tratto termina con una scalinata che conserva ancora la pavimentazione in ciottoli. Interessante la lunga cortina a schiera, risalente al XV secolo ma ristrutturata dopo il terremoto del 1976, denominata Ginnasio.

#### Caneva
(Cjanive), 519 abitanti, si trova in una zona pianeggiante tra il monte Dobis e i fiumi But e Tagliamento, ed è collegata al capoluogo attraverso un ponte in pietra realizzato all'inizio del XX secolo con la costruzione della linea ferroviaria. Il nucleo storico si sviluppa intorno alla piazza Gianfrancesco Cassetti con la chiesa di Nicola Vescovo lungo la vecchia strada che collegava Tolmezzo a Verzegnis ed a Villa Santina; gli edifici sulla piazza hanno delle corti interne che si aprono verso la campagna, mentre il nucleo che si sviluppa lungo l'asse viario è caratterizzato da isolati compatti con corti chiuse, a cui si accede attraverso passaggi coperti segnati da portali in pietra e da edifici di un certo rilievo, soprattutto nel tratto iniziale di Via Monte Grappa.

#### Casanova
(Cjasegnove), 219 abitanti, localizzato alla destra del But, su di un terreno in pendio, l'abitato dista circa 2 km da Tolmezzo sulla strada che conduce a Zuglio. È costituita da due nuclei delimitati da un alto muro in pietra, uno localizzato nei pressi del rio Velon, l'altro sorto intorno alla chiesa di San Daniele e lungo la strada che porta alla pieve di Santa Maria Oltrebût. La chiesa conserva un'antica ancona lignea scolpita e dorata che potrebbe trattarsi di un'opera della bottega del Mioni. La struttura urbanistica originaria, costituita da case in linea lungo le vie dotate di corti interne, si conserva ancora. Dei precedenti edifici di culto la pieve di Santa Maria Oltrebût risale al XVI secolo e conserva al suo interno altari lignei seicenteschi della bottega del Comuzzo oltre che resti di un cibario scolpito da Giovanni Antonio Pilacorte nel 1505 all'esterno dell'edificio. Situata sulla cima di un promontorio, è raggiungibile tramite una strada secondaria alla comunale che dall'abitato conduce a Fusea. Sul lato opposto del promontorio e alla sinistra dell'ingresso alla galleria Clapus, un suggestivo percorso pedonale chiamato il troi das poises o il calvario, conduce alla pieve. Lungo il suo percorso sono dislocate 13 ancone che formano le stazioni della Via Crucis. Altro sentiero molto interessante che parte da questo abitato, è chiamato il troi dal pelegrin che costeggiando il fianco della montagna conduce alla frazione di Cazzaso. Lungo il sentiero, in località Velon, vi è la presenza di una maina recentemente ristrutturata.

#### Cazzaso
(Cjaçâs), 42 abitanti, di origine celtica e localizzato a est del monte Diverdalce, Cazzaso è raggiungibile imboccando la strada secondaria che si biforca dalla viabilità per Fusea in località Longiarins, in prossimità di un'antica "maina" (cappella) oggi ristrutturata. L'edificato è caratterizzato da un sistema viario ad anello, con strade strette che seguendo la morfologia in leggera pendenza del terreno formano grandi isolati, mentre la Chiesa della Santissima Trinità sorge in posizione elevata rispetto al centro abitato. Un sentiero che lambisce ad ovest la chiesa e che conduce ai prati e pascoli conserva l'antica pavimentazione in ciottoli.

#### Fusea
(Fusee), 232 abitanti, situata in una conca in leggera pendenza, tra il monte Dobis e il monte Diverdalce, Fusea è raggiungibile da Tolmezzo attraverso una strada di rilevante contenuto naturalistico, che si stacca dalla provinciale Tre Croci nei pressi della galleria Clapus. A partire dalla vecchia strada di accesso il paese si sviluppa attorno alla chiesa di San Pietro Apostolo, ubicata in posizione elevata, attraverso strade molto strette che conservano l'originaria pavimentazione in ciottoli. Poco più a nord l'abitato si sviluppa intorno alla piazza della fontana con un nucleo centrale costituito da un isolato chiuso dotato di piccole corti. A monte del nucleo centrale, presso il rio Luchiat, vicino alle gallerie abbandonate della ex miniera di carbone, si trova un piccolo nucleo di particolare valore architettonico denominato Borgo Val. Fusea è anche punto di partenza per una visita all'altopiano di Curiedi, località molto interessante dal punto di vista naturalistico e collegata al comune di Lauco.

#### Illegio

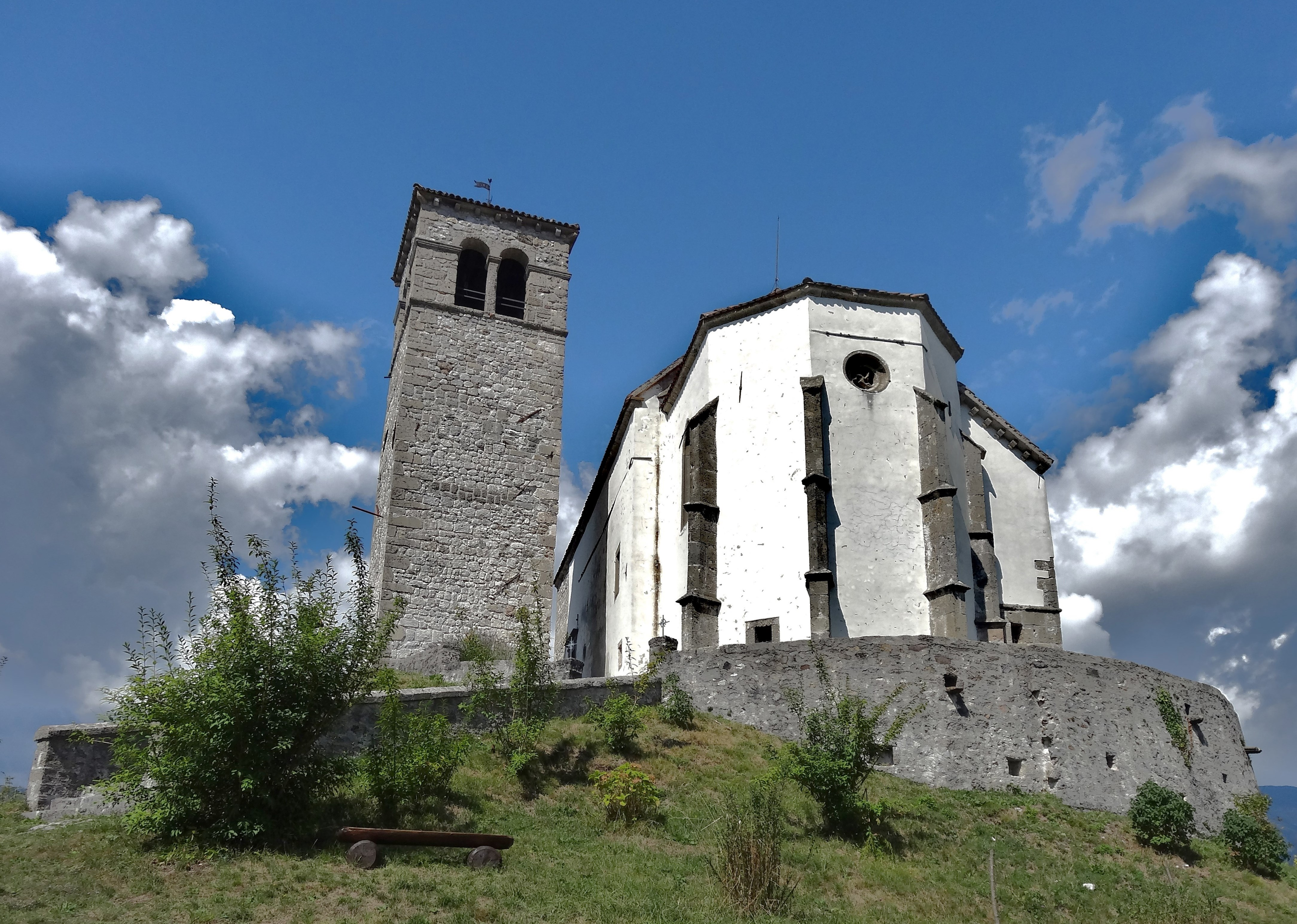
Pieve di San Floriano

(Dieç), 340 abitanti, su un pianoro posto a sette chilometri da Tolmezzo, Illegio si apre all'improvviso, dopo avere superato una ripida strada tagliata artificialmente nella roccia nelle pendici del Monte Amariana.
La conca, protetta dai crinali montuosi che la circondano rendendola completamente invisibile dalla valle del But, è dotata di spazi coltivabili ed è una zona di rifugio con testimonianze archeologiche oggetto di studio dal 2002 e di campagne di scavo tuttora in corso. Dal 2002 il paese ospita ogni anno una mostra a tema riguardante l'arte cristiana. A 750 metri di quota sorge la pieve di San Floriano, medioevale, dell'inizio del IX secolo, visitabile percorrendo per trenta minuti un sentiero. La chiesa della Conversione di San Paolo, al centro del paese, è un esempio di architettura del primo Settecento.

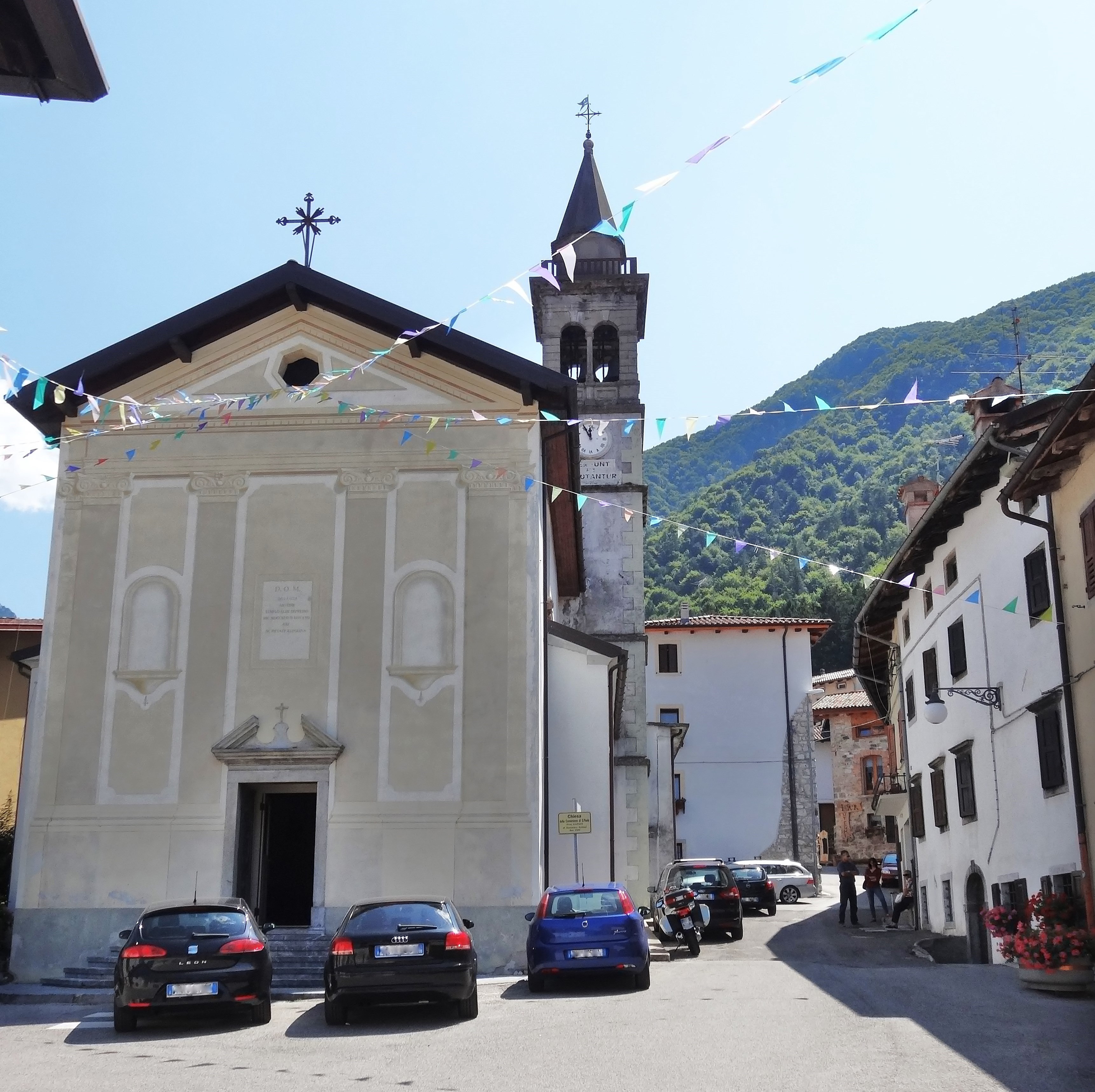
La chiesa della Conversione di San Paolo
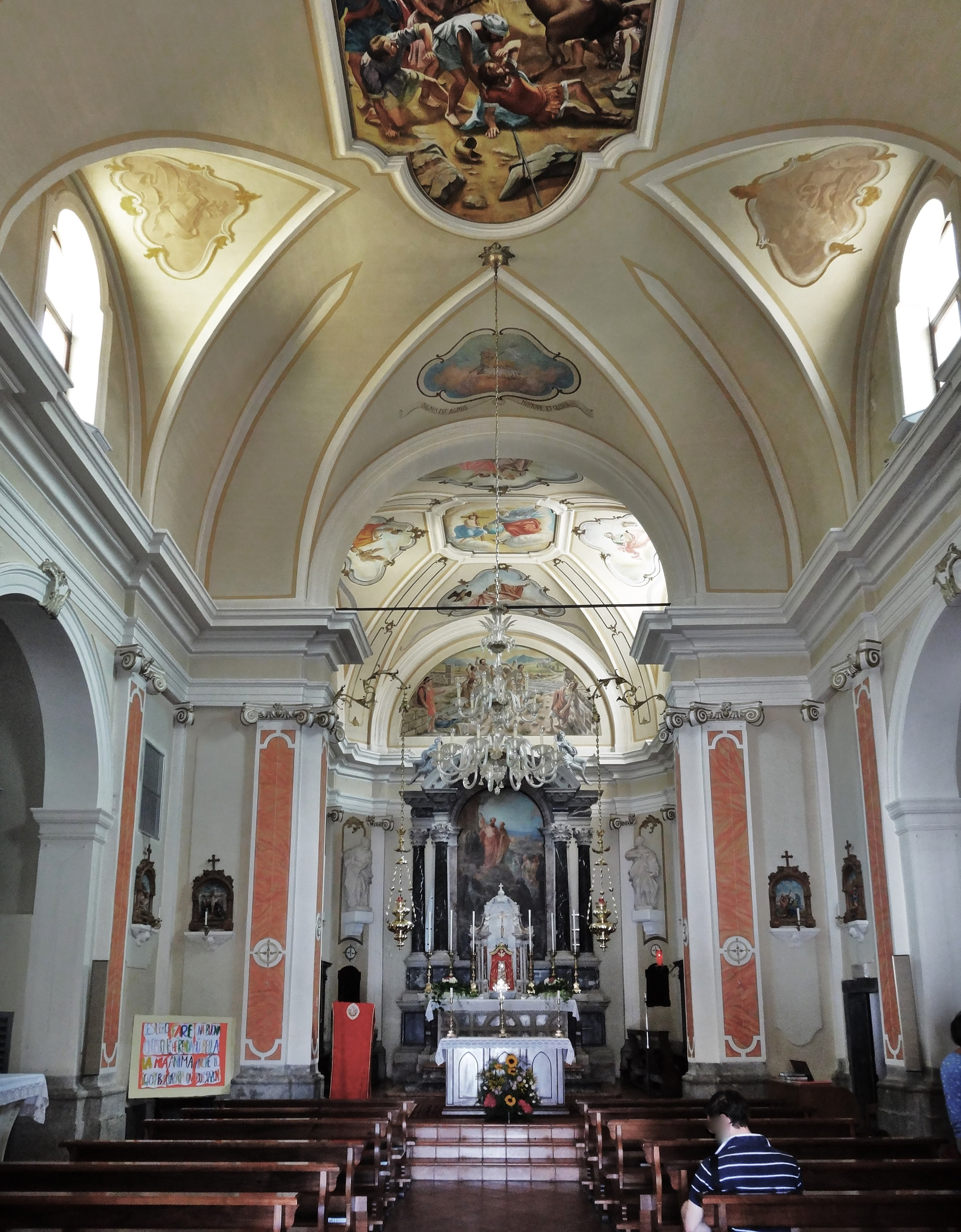
L'interno
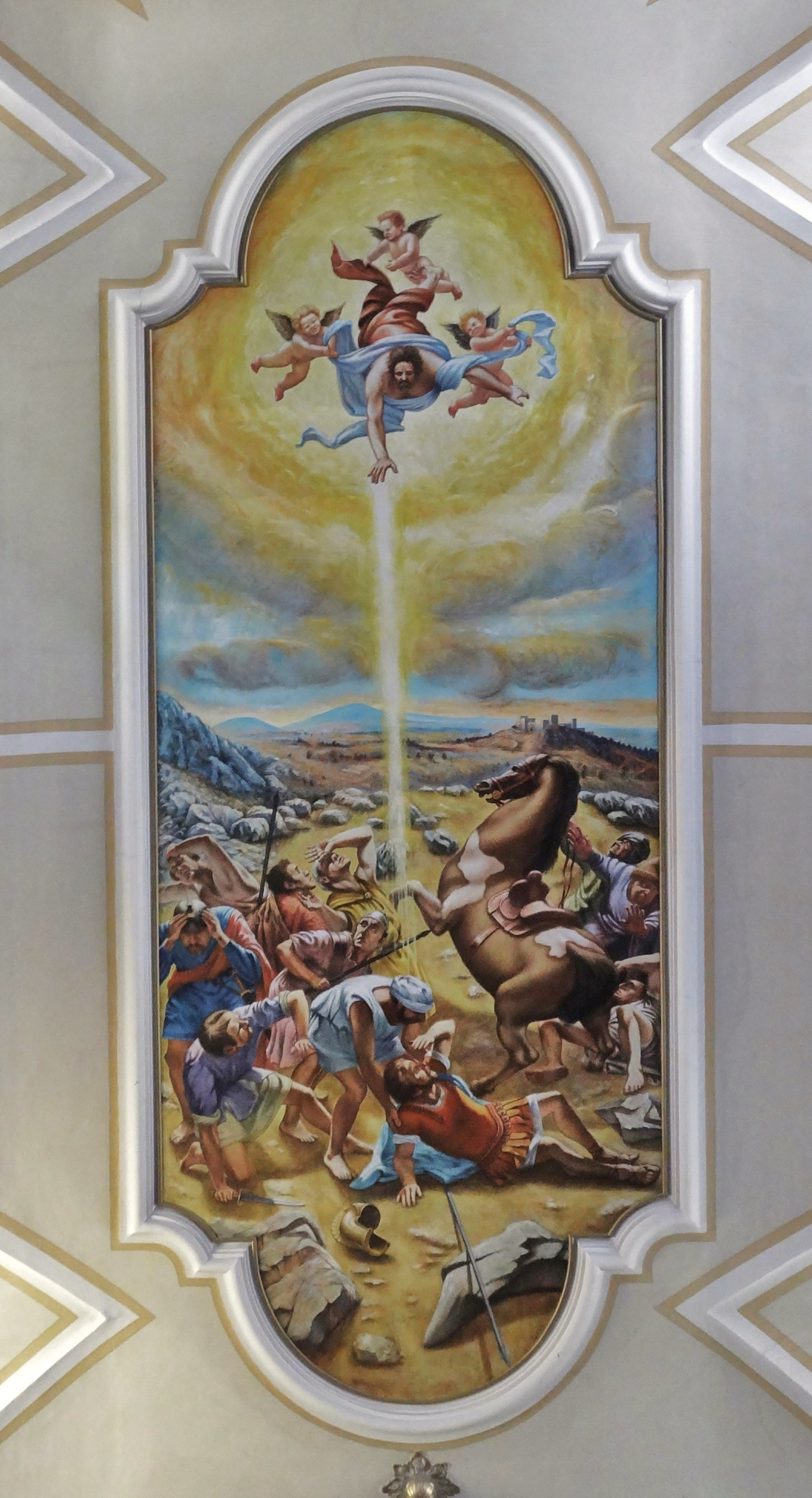
Affresco al soffito della chiesa della Conversione di San Paolo

#### Imponzo
(Dimponç), 361 abitanti, una frazione posta lungo la SS. 52bis carnica in direzione nord, verso l'Austria, Imponzo è ormai un unico agglomerato urbano con la vicina frazione di Cadunea. La chiesa più importante è dedicata a S. Bartolomeo. Dalla frazione è raggiungibile, tramite sentiero, la Pieve di S. Floriano che domina questa parte di valle.

#### Terzo - Lorenzaso
(Tierç - Lorençâs), 424 abitanti. Sono due frazioni molto vicine poste sulla riva destra del Torrente But a metà strada tra Casanova e Zuglio, appunto al terzo miglio sulla strada che scendeva da Iulium Carnicum verso sud, in una zona pianeggiante sotto le pendici del monte Cuar. Il paese è dominato dalla chiesa di S. Giovanni Battista.

## Economia
Oggi Tolmezzo è una moderna cittadina, centro commerciale e scolastico, offre molti servizi ed è il punto di riferimento di tutti i paesi delle valli carniche.
L'economia locale si basa principalmente sul commercio, l'industria del legno e della carta e sull'artigianato locale: il ferro battuto, il legno intagliato e la tessitura a mano.

## Infrastrutture e trasporti
I trasporti urbani e interurbani del comune vengono svolti con autoservizi di linea gestiti da TPL FVG.
Tolmezzo era dotata fino al 1960 di una stazione ferroviaria sulla ferrovia Carnia-Tolmezzo-Villa Santina. Oggi la stazione più vicina è quella di Carnia.

## Amministrazione

### Amministrazioni precedenti
| Periodo           | Periodo         | Primo cittadino   | Partito             | Carica                    | Note |
| ----------------- | --------------- | ----------------- | ------------------- | ------------------------- | ---- |
| 14 settembre 1985 | 20 luglio 1990  | Igino Piutti      | DC                  | Sindaco                   |      |
| 20 luglio 1990    | 22 agosto 1995  | Renzo Tondo       | PSI                 | Sindaco                   |      |
| 25 aprile 1995    | 28 giugno 1999  | Ilario Brollo     | centro-sinistra     | Sindaco                   |      |
| 28 giugno 1999    | 8 giugno 2009   | Sergio Cuzzi      | centro-destra       | Sindaco                   |      |
| 8 giugno 2009     | 26 maggio 2014  | Dario Zearo       | centro-destra       | Sindaco                   |      |
| 13 giugno 2014    | 3 febbraio 2022 | Francesco Brollo  | Partito Democratico | Sindaco                   |      |
| 3 febbraio 2022   | 16 giugno 2022  | Silvia Zossi      |                     | Commissario straordinario |      |
| 16 giugno 2022    | in carica       | Roberto Vicentini | centro-destra       | Sindaco                   |      |

### Gemellaggi
- Simbach am Inn, dal 2001
- Sankt Florian
- Nuoro, dal 2008

### Altre informazioni amministrative
Il comune fa parte dell'associazione intercomunale Conca Tolmezzina costituita nel 2006 insieme ai comuni di Amaro, Cavazzo Carnico e Verzegnis.

## Galleria d'immagini

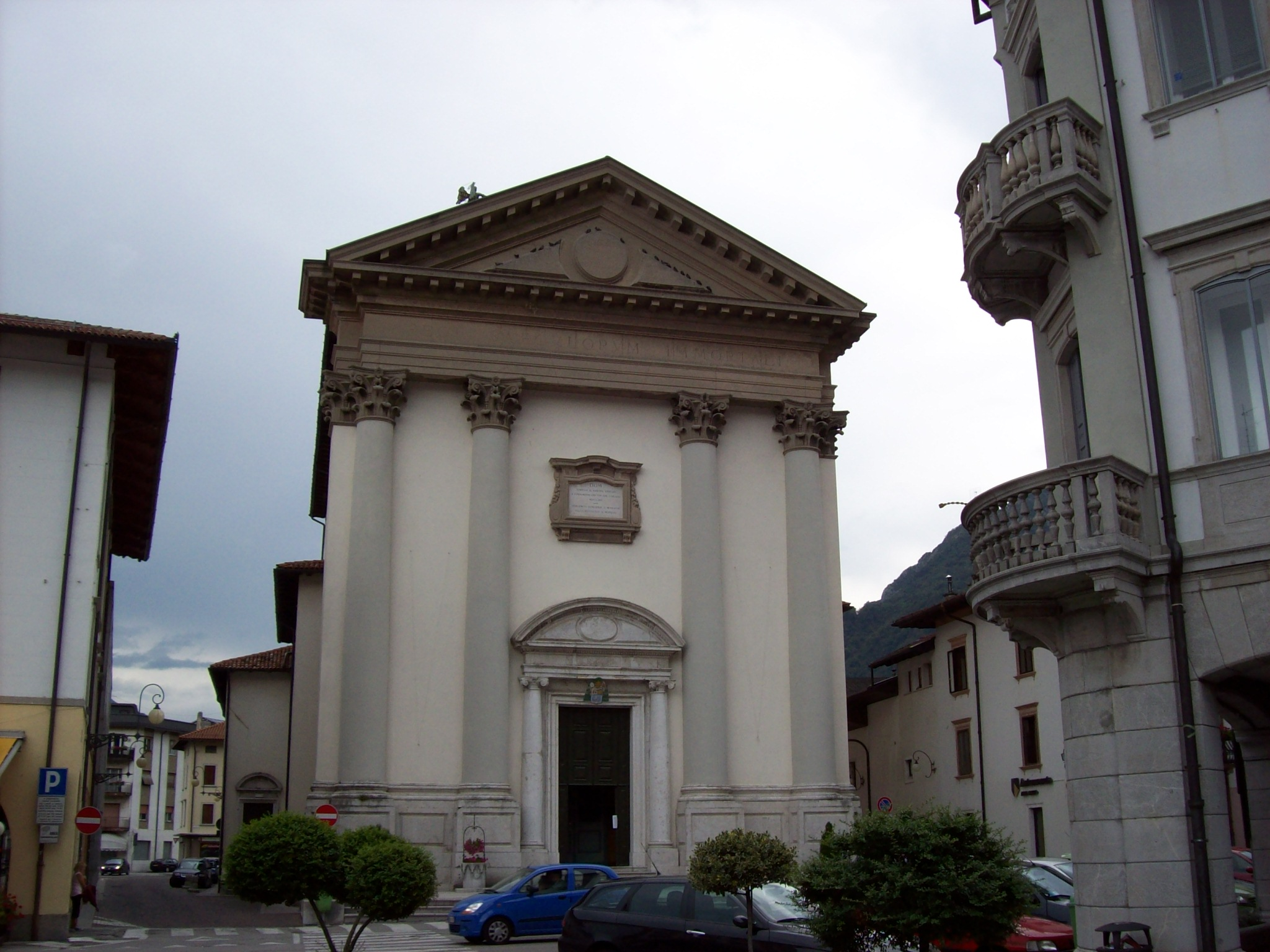
Duomo
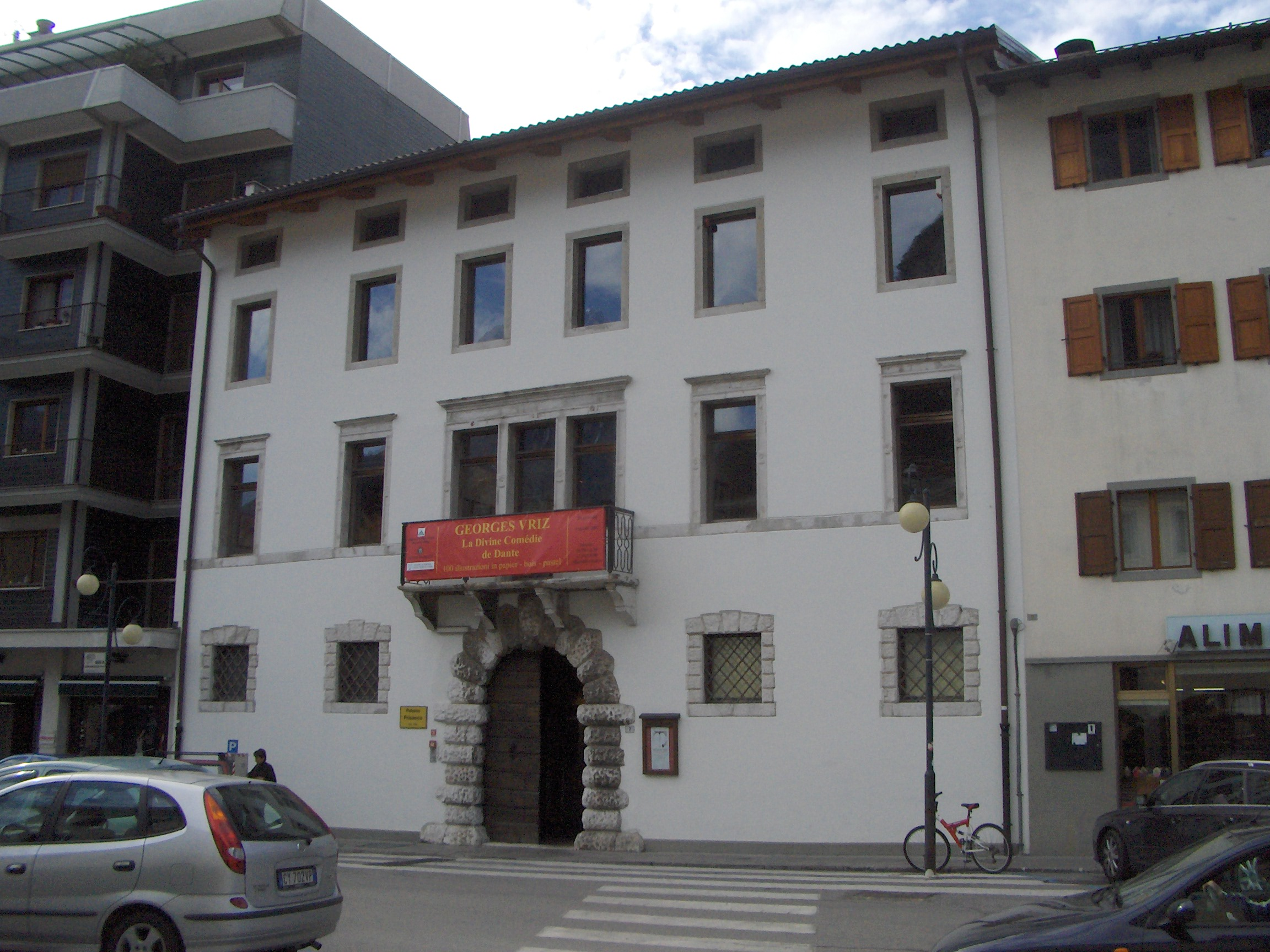
Palazzo Frisacco
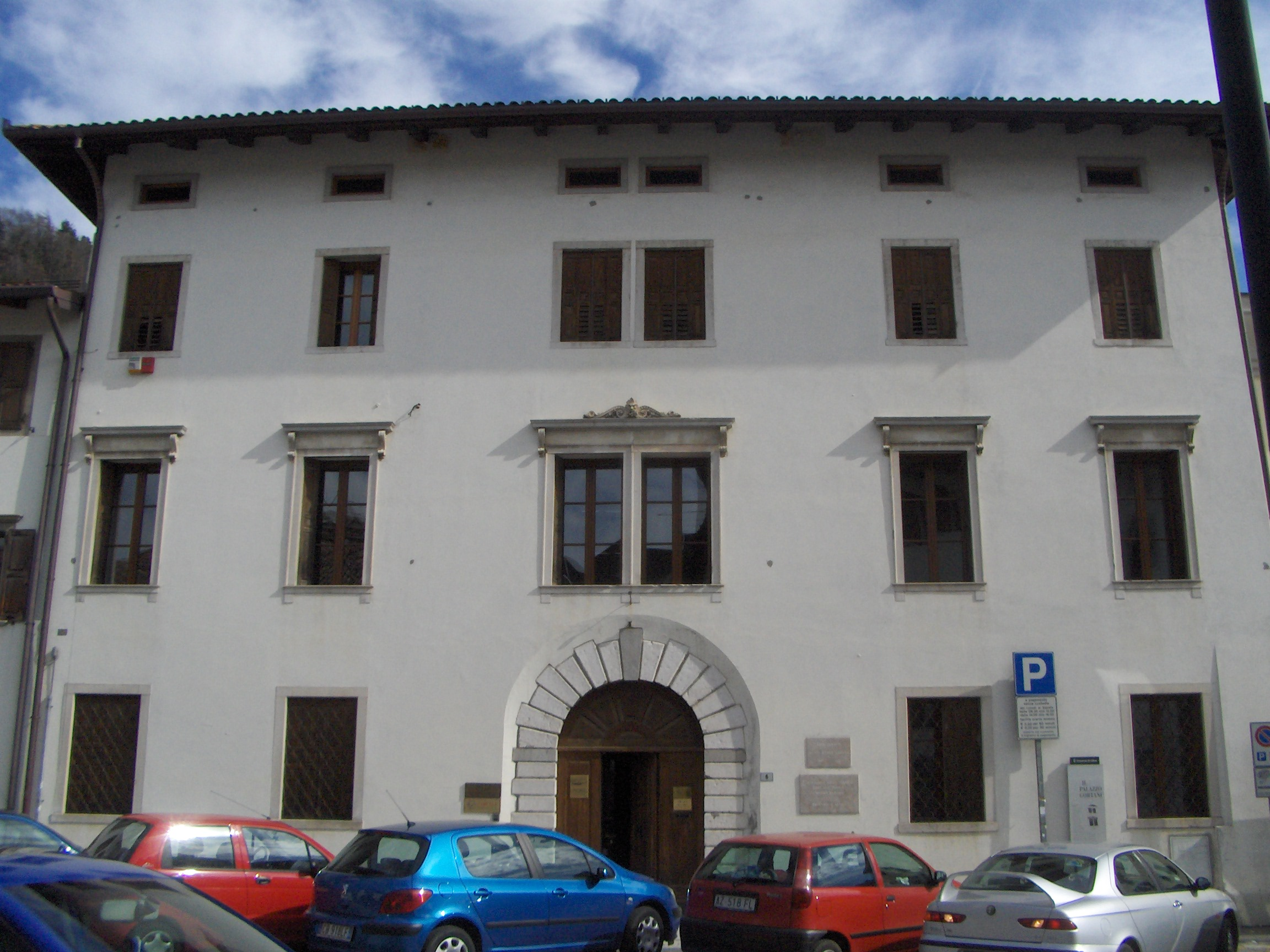
Palazzo Gortani
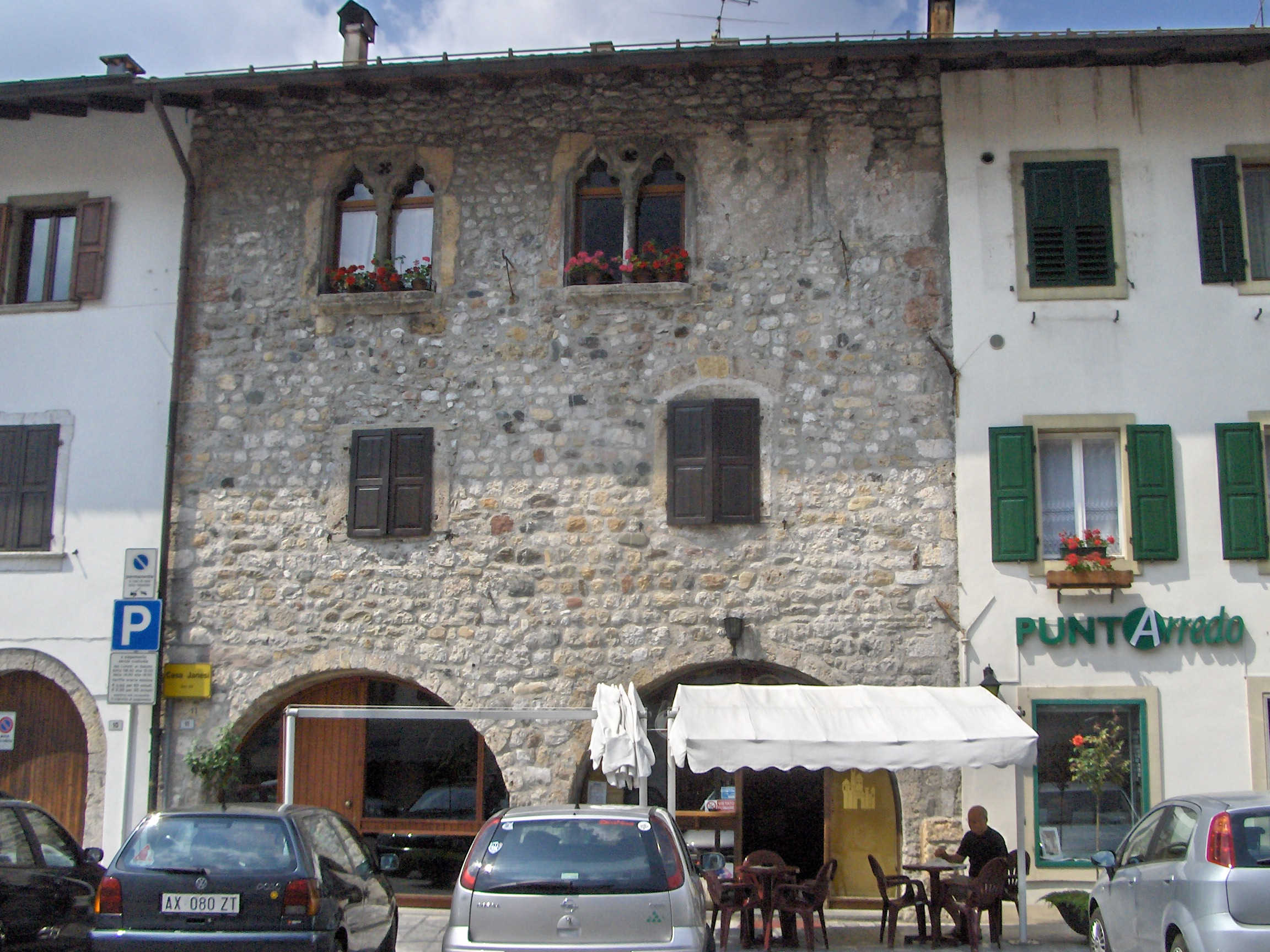
Casa Janesi in Piazza Mazzini
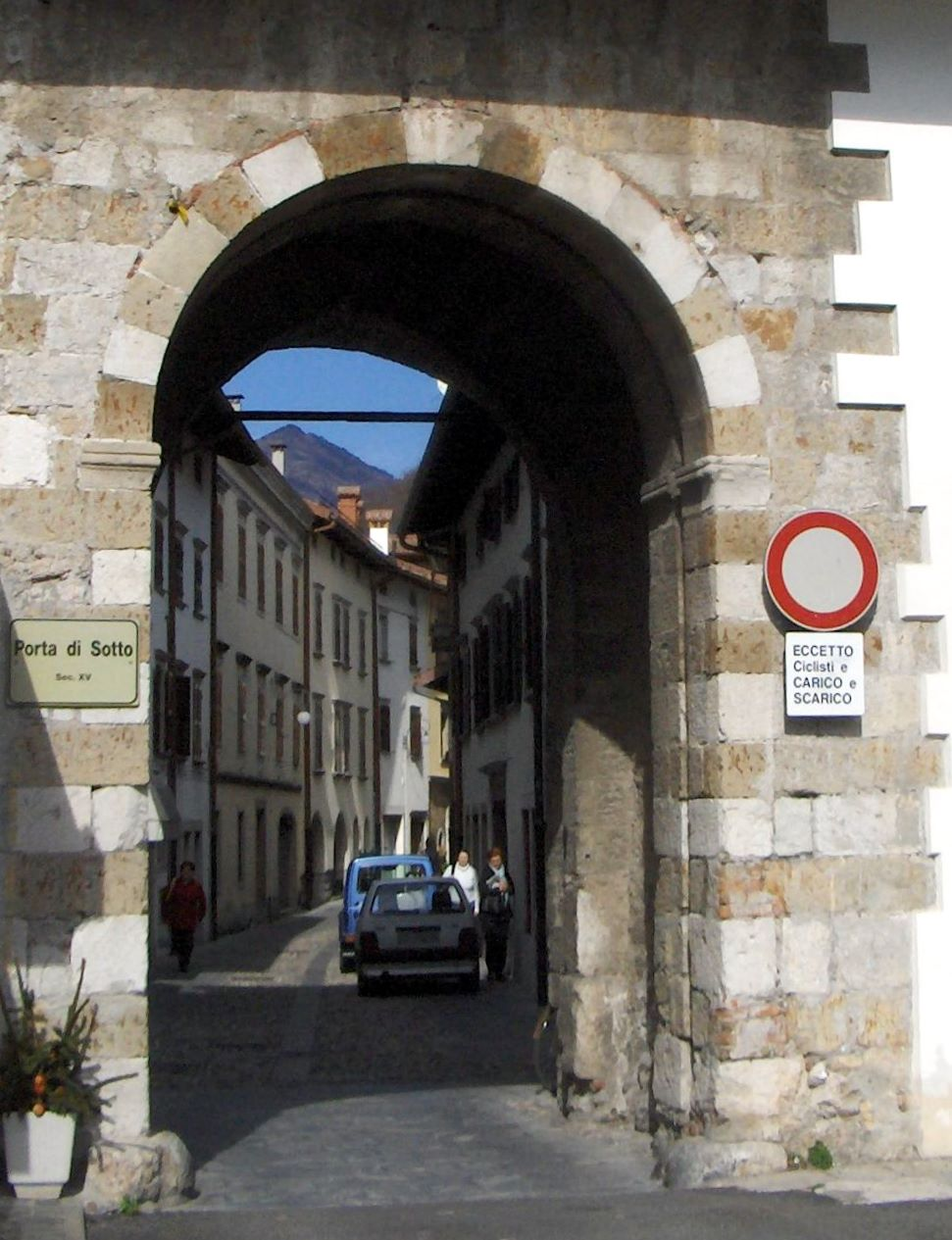
La Porta di Sotto
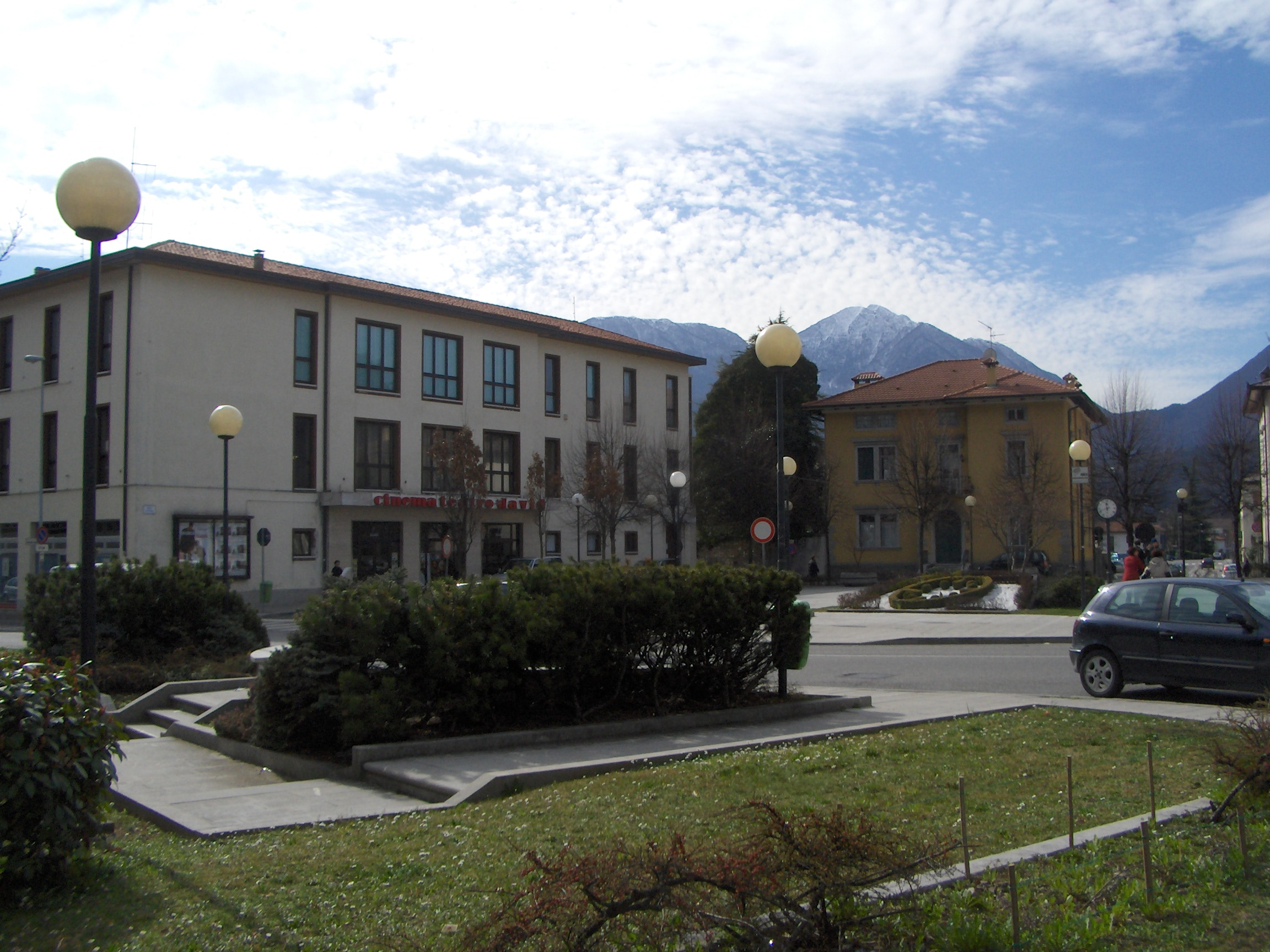
Piazza Centa
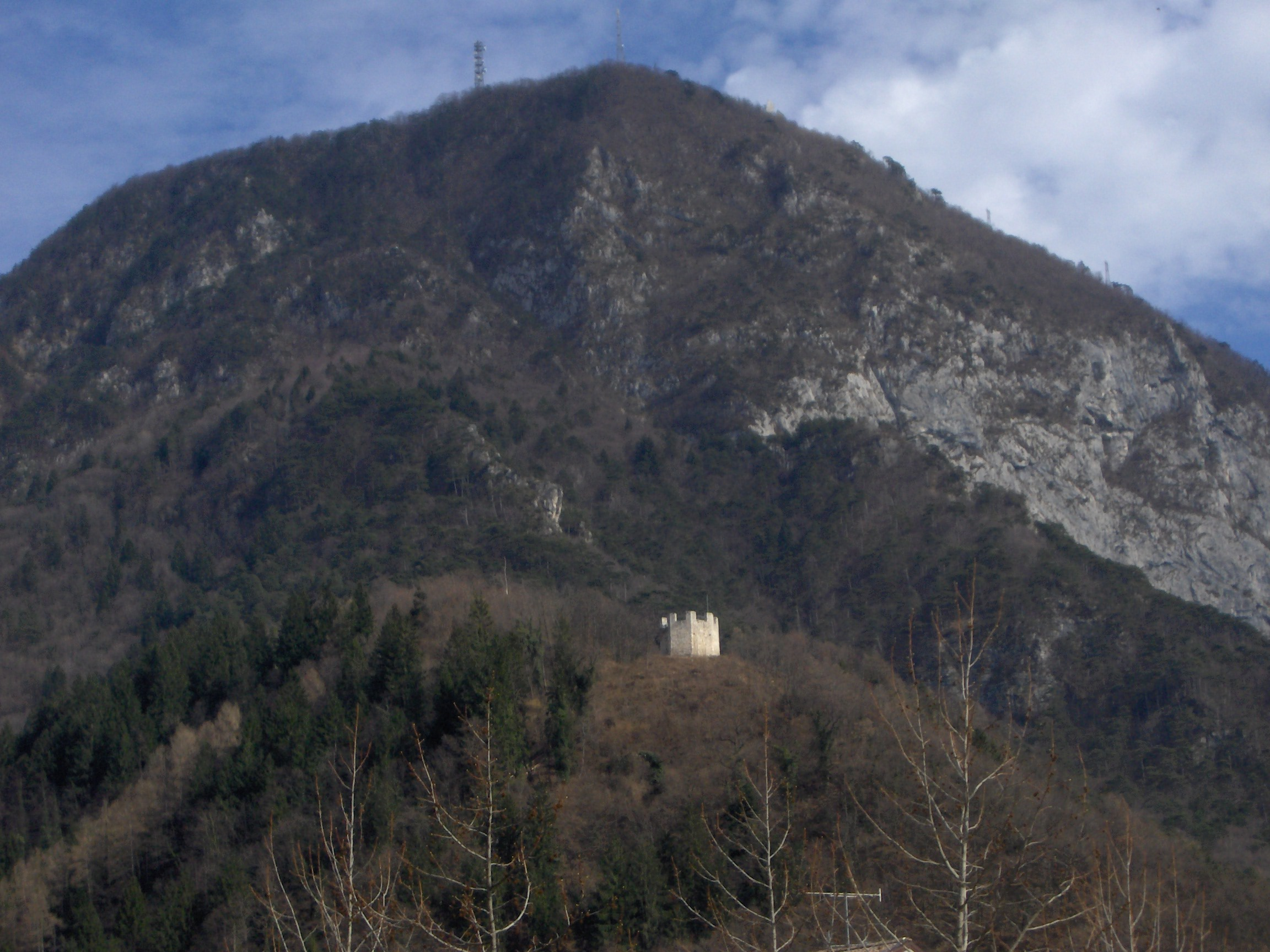
La Torre Picotta
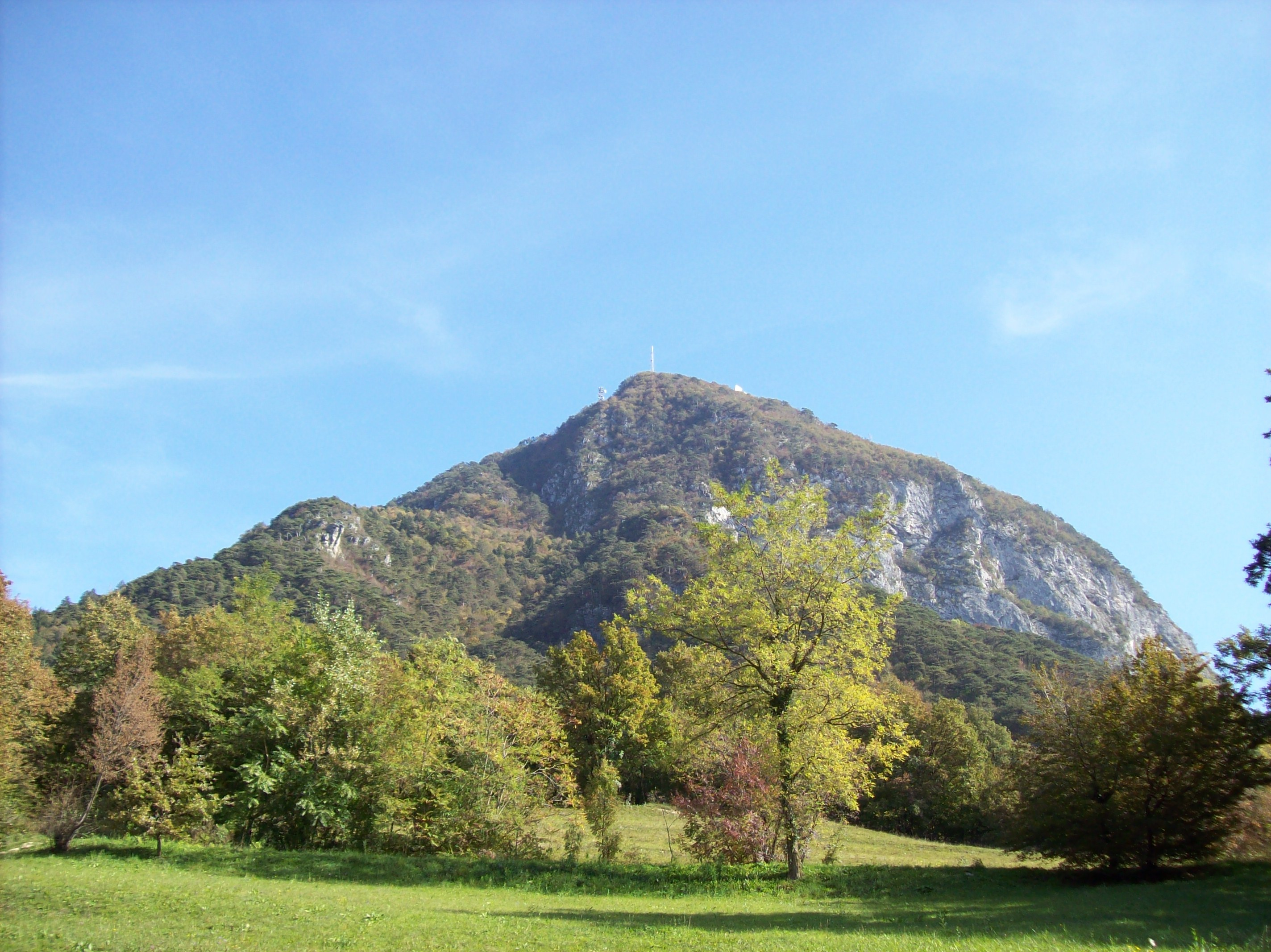
il monte Strabut